# Czarne
Czarne (Hammerstein in tedesco) è un comune rurale polacco del distretto di Człuchów, nel voivodato della Pomerania.
Ricopre una superficie di 234,9 km² e nel 2004 contava 9 355 abitanti.